# Tore Vikingstad
Tore Vikingstad (* 8. října 1975, Trondheim, Norsko) je bývalý norský hokejový útočník.

## Hráčská kariéra

### Klubová kariéra
V Norsku hrával za Viking Hockey ve Stavangeru a Stjernen Hockey. Od roku 1998 nastupoval ve švédské lize za Färjestads BK a Leksands IF. Největší část kariéry odehrál v německé hokejové lize. V letech 2001 až 2008 byl hráčen DEG Metro Stars. V sezóně 2005/2006 vyhrál kanadské bodování ligy a byl jmenován nejužitečnějším hráčem. Tyto individuální úspěchy mu vynesly i ocenění pro nejlepšího hokejistu Norska. V posledních třech se zónách nastupuje za Hannover Scorpions. V roce 2010 vybojoval s týmem Hannoveru německý titul. 8. února 2011 podepsal smlouvu na dva roky s týmem Stavanger Oilers, působícím v norské nejvyšší soutěži. Po vypršení smlouvy ukončil kariéru.
V roce 1999 byl draftován v šestém kole týmem St. Louis Blues, v NHL ale nikdy nehrál.

### Reprezentační kariéra
Od roku 1995 reprezentoval Norsko na čtyřech turnajích mistrovstvích světa nejvyšší kategorie a rovněž čtyřikrát na MS divize I. Hrál také na Olympijských hrách 2010, kde v utkání proti Švýcarsku vstřelil hattrick.

## Úspěchy a ocenění
Týmové
- německý vicemistr 2005/2006 s DEG Metro Stars
- vítěz německého hokejového poháru 2006 s DEG Metro Stars
- německý mistr s Hannover Scorpions 2010

Individuální
- vítěz bodování německé ligy 2005/2006
- nejlepší nahrávač německé ligy 2005/2006
- nejužitečnější hráč německé ligy 2005/2006
- nejlepší hokejista Norska 2006 - vítěz ankety Zlatý puk

## Klubové statistiky
| Sezona  | Klub               | Soutěž | Základní část | Základní část | Základní část | Základní část | Základní část | Play off | Play off | Play off | Play off | Play off |
| Sezona  | Klub               | Soutěž | Z             | G             | A             | B             | TM            | Z        | G        | A        | B        | TM       |
| ------- | ------------------ | ------ | ------------- | ------------- | ------------- | ------------- | ------------- | -------- | -------- | -------- | -------- | -------- |
| 1998-99 | Färjestads BK      | SWE    | 49            | 9             | 11            | 20            | 18            | 4        | 2        | 3        | 5        | 0        |
| 1999-00 | Färjestads BK      | SWE    | 47            | 8             | 19            | 27            | 26            |          |          |          |          |          |
| 2000-01 | Leksands IF        | SWE    | 41            | 10            | 15            | 25            | 24            |          |          |          |          |          |
| 2001-02 | DEG Metro Stars    | GER    | 58            | 18            | 30            | 48            | 6             |          |          |          |          |          |
| 2002-03 | DEG Metro Stars    | GER    | 45            | 13            | 18            | 31            | 40            | 5        | 1        | 0        | 1        | 0        |
| 2003-04 | DEG Metro Stars    | GER    | 50            | 9             | 21            | 30            | 38            | 4        | 1        | 2        | 3        | 2        |
| 2004-05 | DEG Metro Stars    | GER    | 28            | 11            | 14            | 25            | 16            |          |          |          |          |          |
| 2005-06 | DEG Metro Stars    | GER    | 52            | 23            | 41            | 64            | 36            | 14       | 7        | 6        | 13       | 22       |
| 2006-07 | DEG Metro Stars    | GER    | 41            | 14            | 25            | 39            | 20            | 4        | 0        | 0        | 0        | 0        |
| 2007-08 | DEG Metro Stars    | GER    | 41            | 6             | 10            | 16            | 16            | 13       | 4        | 4        | 8        | 14       |
| 2008-09 | Hannover Scorpions | GER    | 43            | 13            | 36            | 49            | 44            | 11       | 4        | 4        | 8        | 6        |
| 2009-10 | Hannover Scorpions | GER    | 51            | 14            | 50            | 64            | 49            | 11       | 0        | 8        | 8        | 2        |
| 2010-11 | Hannover Scorpions | GER    | 52            | 9             | 41            | 50            | 48            | 5        | 2        | 3        | 5        | 4        |